# Severokorejský won
Severokorejský won (korejsky: 원) zákonné platidlo Korejské lidově demokratické republiky, jeho ISO 4217 kód: KPW. Setina wonu se nazývá čon (korejsky: 전). Won byl zaveden roku 1947, kdy nahradil korejský jen, který se používal během japonské nadvlády v Koreji. První měnová reforma proběhla roku 1959 v kurzu 100 starých wonů = 1 nový won. Další reforma, která měla znehodnocením úspor zamezit černému trhu, se uskutečnila roku 2009. Byl stanoven limit 100  000 starých wonů (cca 12 000 Kč; 2010) na domácnost plus 50 000 starých wonů na každého člena domácnosti, které se měnily v poměru 100:1; úspory nad tento limit v poměru 1 000:1. Po reformě se výrazně zhoršila hospodářská situace v zemi. Z neúspěchu byl obviněn a následně popraven tajemník vládnoucí Korejské strany práce Pak Nam-Ki, který se dle oficiálního odůvodnění rozsudku jako »osoba buržoazního původu vetřel do revolučních řad s cílem zničit národní hospodářství KLDR«.